# Modevisning

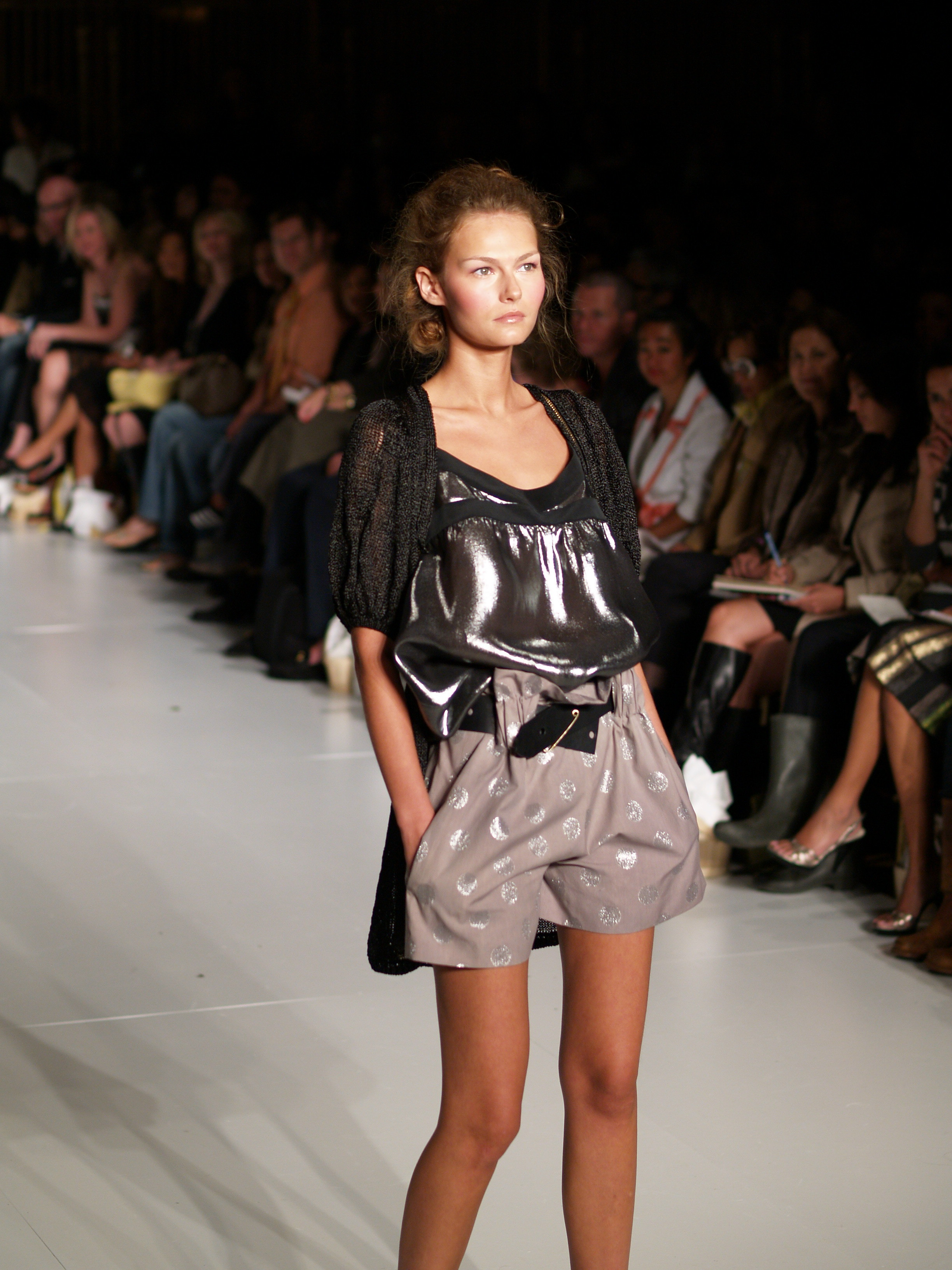
Modevisning i New York 2006.

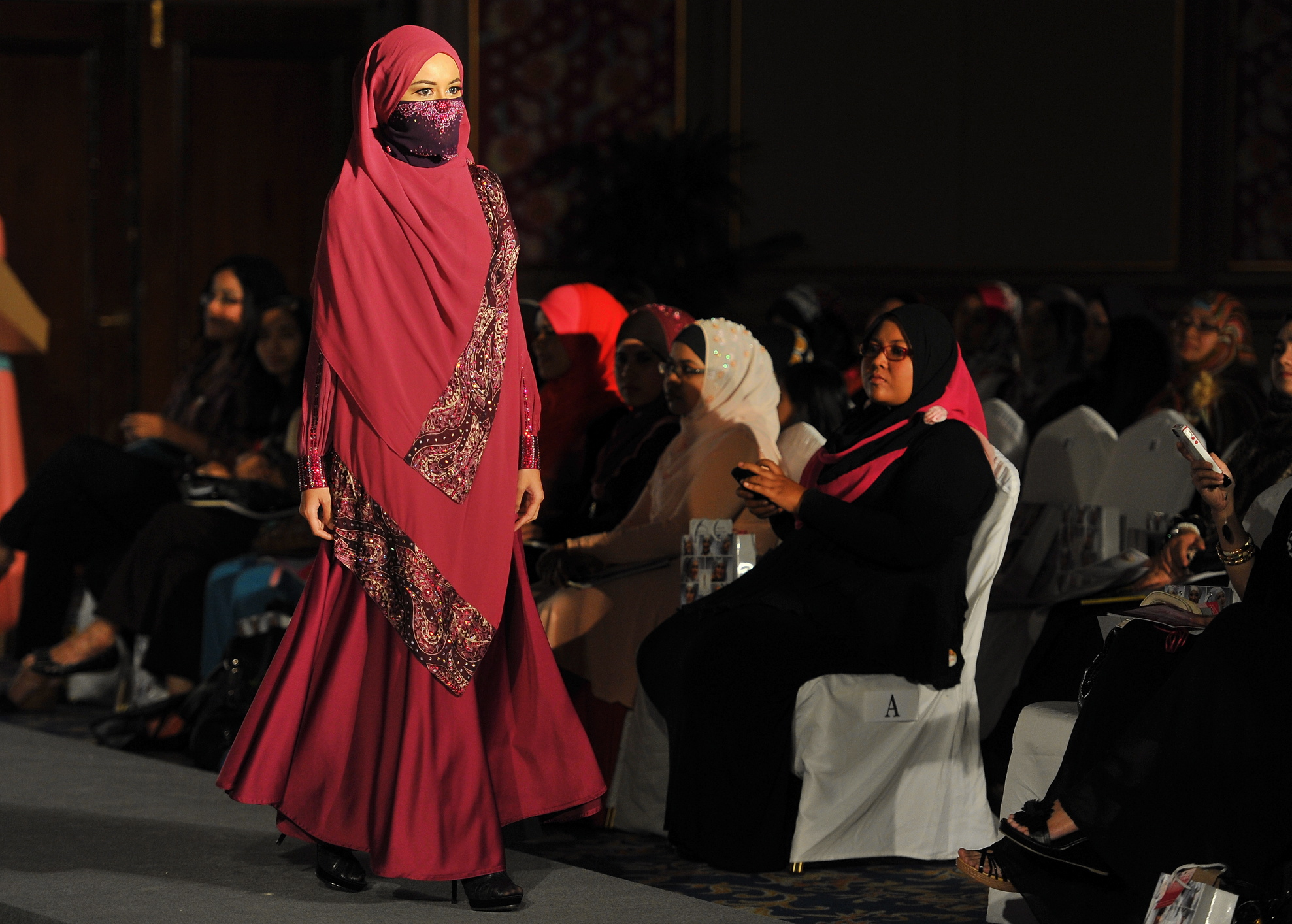
Muslimsk modevisning 2012 i Kuala Lumpur.

Modevisning är en uppvisning av kreatörers modekläder, vanligen genom att modeller klädda i plaggen går på en catwalk. Modevisningar görs ofta för en säsong i taget, och de stora visningarna i exempelvis Paris, London och New York bevakas minutiöst av modepressen, vilket gör att dessa får stort genomslag även i konfektionsplaggens utformning.
I Spanien (sedan 2005), Italien och Frankrike (sedan 2015) finns lagstiftning som förbjuder modeller som har BMI under 18 på modevisningar. Samma gäller Israel (sedan 2013) med gränsen 18,5.